# Vicente Boluda
Teljes nevén Vicente Boluda Fos, született 1955. március 31-én Valenciában, az elmúlt években a Real Madrid alelnökeként tevékenykedett, civilben pedig sikeres üzletembernek mondhatja magát. 2009 januárjától a Real Madrid elnöke.
Mindmáig tagja a Spanyol Jogtudományi Akadémiának, a Spanyol Hajótulajdonosok Társaságának és a valenciai Propeller Klubnak, továbbá elnöki tisztséget tölt be három kisebb spanyol szervezetnél, az ANARE-nél, a TMS-nél és a ANAVE-nél. A Real Madridnál 2006 óta alelnökként tevékenykedett, pártolói sorszáma 47.936-os.
Mielőtt üzleti pályára állt, és belefogott a helyi hajózási iparba, jogi diplomát szerzett, és ezen az ágon végzett munkáját többször is úgynevezett master-licenccel jutalmazták. Legnagyobb vállalkozásába 1988-ban fogott bele, amikor Grupo Boluda néven saját cégcsoportot alapított, ami Spanyolország legfontosabb privát hajóvállalata, és a világon is második a hajóvontatás-szektort alapul véve. Itt ő a többségi részvényes, valamint a végrehajtó-bizottságot is ő irányítja.
Boluda munkájának elismeréséül 1998-ban kiérdemelte az Ernst & Young független bíráló bizottság elismerését is, amely az „Év Üzletembere” díjat adományozta számára. Elnöki tisztségei mellett számos szervezetben tanácsadó szerepkört tölt be, ilyen formában érdekelt a valenciai autonóm kikötőnél és az alicantei tematikus parknál is. Patronálja továbbá a Las Palmas-i kikötő alapítványát, igazgatótanácsos a brit P & I-nél, emellett egy valenciai alapítványnál is patróna szerepkört tölt be.
Karrierje során a Védelmi Minisztériumnak is dolgozott, mint ahogy a tengerbiztosítás is alkalmazta különleges ügynökként. Vicente Boluda nem csak az elmúlt néhány évben tevékenykedett a Real Madridnál, hanem már évekkel korábban, Ramón Mendoza alatt is a klub alkalmazottjának számított egy rövid ideig. Szenvedélye a hajózás, 340 hajóból álló flottával rendelkezik, amelynek értéke 1 500-2 000 millió euró körül mozog, a munkálatok elvégzéséért pedig közel 3 900 embert alkalmaz. Éves költségvetése eléri a 450 millió eurót.